# Whole Foods Market
A Whole Foods Market é uma rede de supermercados multinacional dos Estados Unidos que comercializa produtos naturais, orgânicos ou sem conservantes, sabores, cores e gorduras artificiais. É a maior rede do gênero e inspirou o surgimento de outras empresas no mundo como a Mundo Verde e Eataly.
Em 15 de junho de 2017, foi anunciado que a Amazon realizou uma oferta de compra de 100% das ações da empresa por US$ 13.7 bilhões ou US$ 42 por ação, um aumento de 27 centavos por ação. Ao final da aprovação pelos orgãos competentes, será a maior compra realizada pela Amazon e expandirá a presença da empresa no varejo físico.

## História
Em 1978, os fundadores da rede John Mackey e Renee Lawson pediram $ 45.000,00 emprestados da família e amigos para fundar uma loja de produtos vegetarianos chamada SaferWay em Austin, sendo o nome uma paródia da rede de supermercados Safeway. Na mesma época, ambos foram despejados de seus respectivos apartamentos por armazenar produtos das lojas neles e decidiram morar em uma delas.

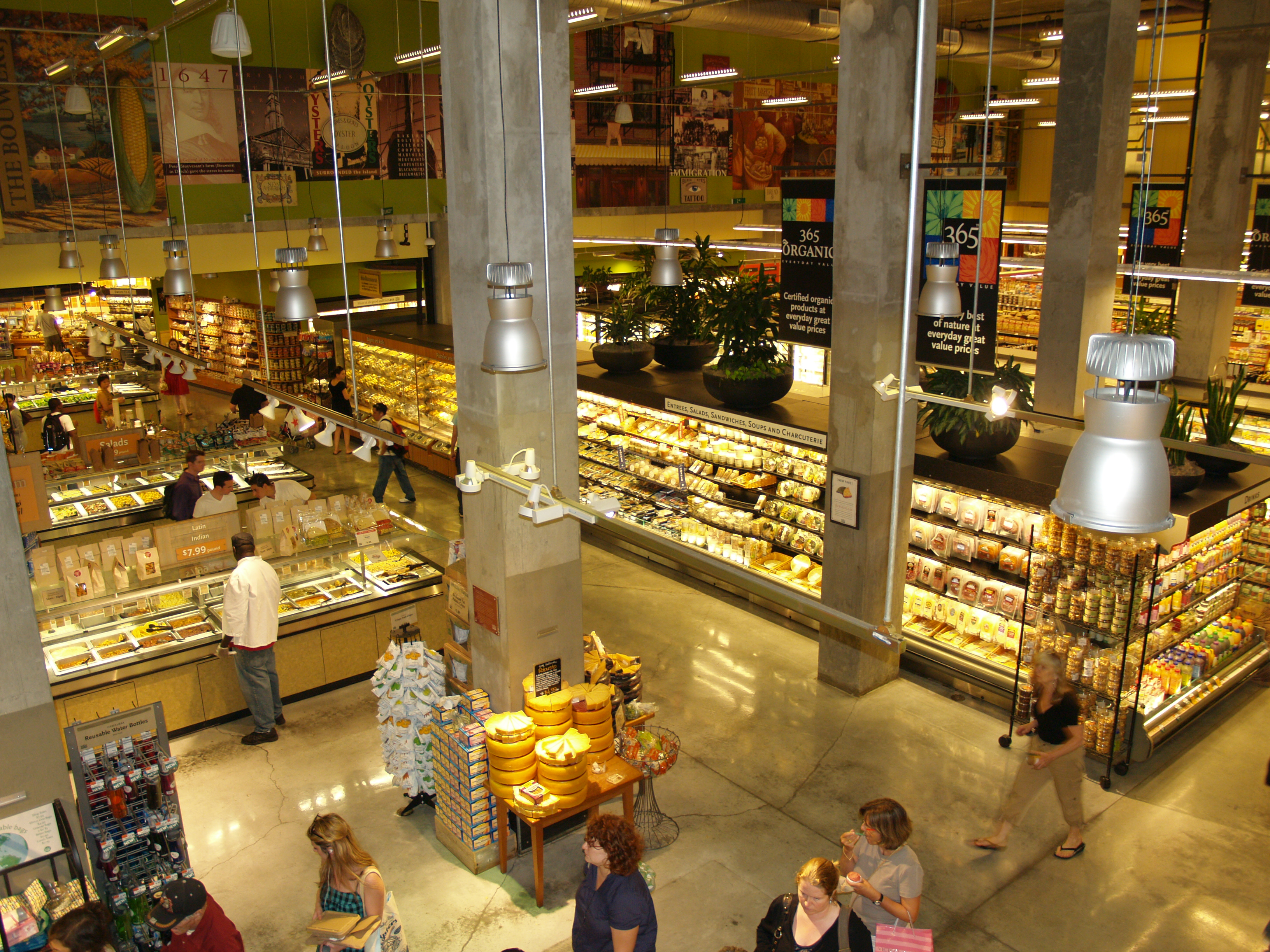
Interior de uma loja da Whole Foods Market, no bairro de Bowery em Manhattan

Dois anos depois, John e Renee se juntaram com Craig Weller e Mark Skiles da Clarksville Natural Grocery, para fundir os dois negócios e fundar a primeira loja Whole Foods Market. Em 980 m², 19 funcionários e a inclusão de carne no sortimento de produtos, era maior que a maioria das lojas de produtos saudáveis da época.
Após o Memorial Day de 25 de maio de 1981, a maior enchente em 70 anos atingiu Austin. O estoque da Whole Foods foi arrasado e a maioria do mobiliário e maquinário foi danificado. As perdas estimadas foram superiores a $ 400.000,00 e nada havia previamente sido segurado. Clientes, vizinhos, funcionários, credores, vendedores e investidores auxiliaram na reabertura da loja que ocorreu 28 dias depois.
Nos anos seguintes, a empresa se dedicou a expansão em número de unidades e geográfica para outros estados dos Estados Unidos e outros países como Canadá e Reino Unido.
Em Junho de 2017, a Amazon.com realizou uma oferta de compra para a Whole Foods de $ 13.7 bilhões. A intenção anunciada da empresa com a transação seria a de expandir a presença no varejo físico e testar em larga escala as tecnologias desenvolvidas para logística e distribuição desenvolvidas nos últimos anos.

## 365 By Whole Foods Market

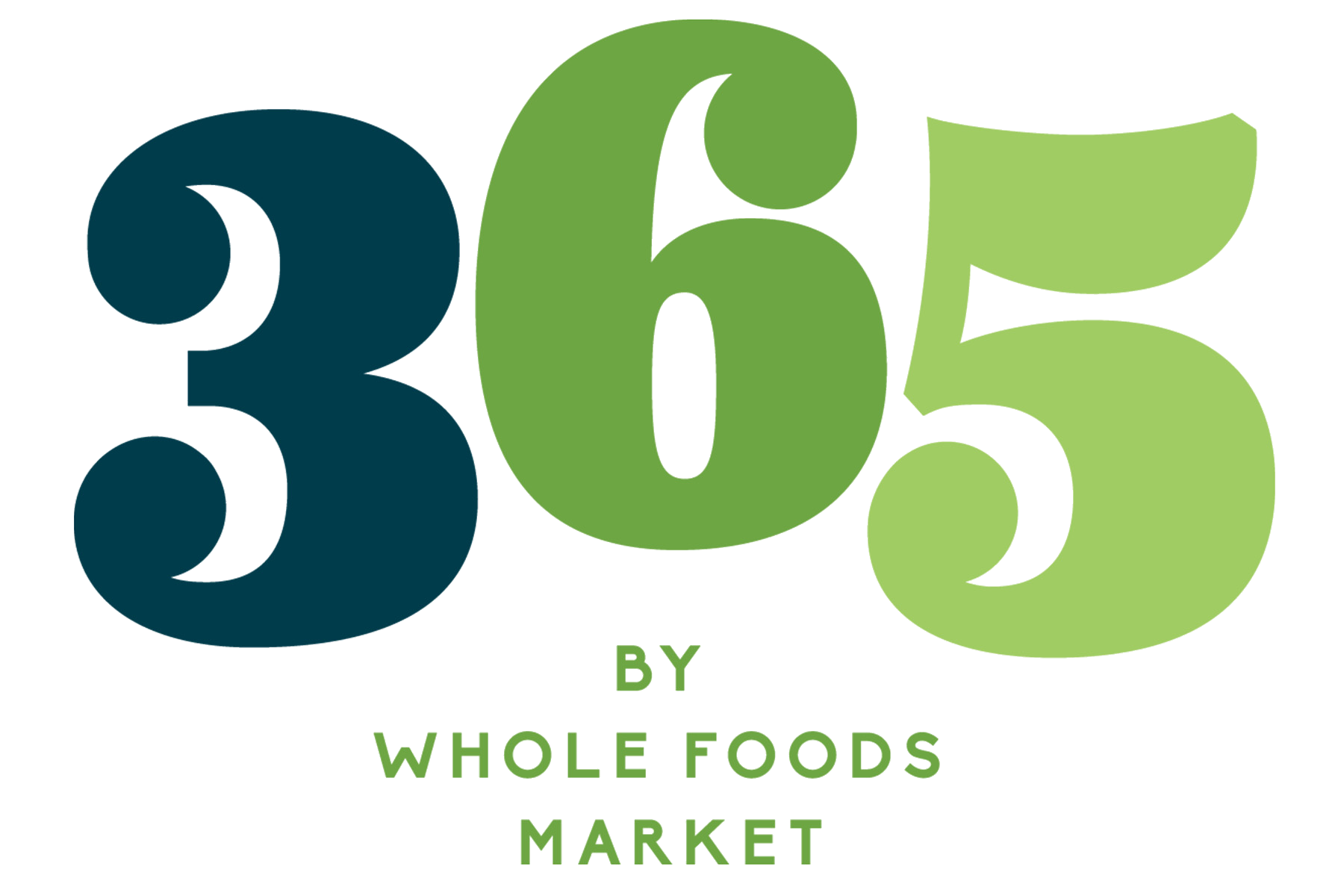
Logotipo da 365 By Whole Foods Market

Em Junho de 2015, a empresa anunciou um versão mais barata e voltada para a geração millenial das suas lojas tradicionais, denominada "365 By Whole Foods Market". O novo modelo de loja usa etiquetas de preços digitais e a maior parte da comunicação visual interna se dá por meio de um aplicativo específico para smartphones. Além disso, as lojas terão a meta de lixo zero, doar todo alimento perto do vencimento e usar luzes LED, assim como refrigeradores à base de dióxido de carbono. Jeff Turnas foi escolhido como presidente da divisão.
Para cortar custos, os consumidores irão pegar os produtos diretamente de pallets. Alguns itens, como verduras, serão vendidos por unidades ao invés do peso. Para itens que ainda são vendidos por peso, os consumidores pesam, e etiquetam os produtos antes de chegar no caixa registrador automático. Para a 365, foi criado um programa de benefícios especial segregado das lojas Whole Foods tradicionais.
A primeira loja 365 by Whole Foods abriu em Maio de 2016, no bairro de Silverlake em Los Angeles. A segunda loja abriu dois meses depois em Lake Oswego no estado do Oregon seguida de uma terceira loja dois meses depois em Bellevue em Washington. A quarta loja seria aberta somente em Abril de 2017 em Cedar Park no Texas. A expansão nos meses seguintes se deu nos estados Illinois, Indiana, Ohio, Georgia e Flórida.
Em crítica ao novo formato, uma repórter do jornal The Motley Fool escreveu que as novas lojas era "uma combinação aproximada de quitanda, loja de conveniência e restaurante que uma mercearia tradicional de fato" enquanto um repórter do MarketWatch chamou de "paraíso hispter" por causa da tecnologia empregada e a eficiência em corte de custo. A maior parte das críticas foram positivas, porém consumidores relataram a falta de pessoas para ajudar nos pedidos via tablets.